# Символ риала
Символ или знак риала (﷼) — типографский символ, который входит в группу «Формы представления арабских букв-A» (англ. Arabic Presentation Forms-A) стандарта Юникод: оригинальное название — Rial sign (англ.); код — U+FDFC. Символ представляет собой арабское и персидское слово ريال, которое читается в разных странах как «риал», «реал», «риял» или «риель» и является названием нескольких современных валют арабоязычных государств — таких, как: иранский риал, йеменский риал, катарский риал, оманский риал, саудовский риял.

## Этимология
Реал (исп. и порт. real от лат. regalis — королевский) — сначала серебряная (в Испании чеканка начата во II половине XIV века, в Португалии — в XV веке), затем медная монета и в конце концов счётная денежная единица. Имела хождение в Испании и Португалии, а также в их колониях, оказав заметное влияние на формирование местных денежных систем. Так, в Бразилии в качестве сначала счётной, а затем ходячей монеты реал использовался с XVII века.
Риал или риял (в зависимости от особенностей местного произношения араб. ريال‎) — первоначально название крупных серебряных монет Европы (талера, пиастра, соверена), а с начала XX века — собственных денежных единиц многих стран Ближнего Востока.

## Начертание
Символ «﷼» представляет собой лигатуру написанных справа налево четырёх арабских букв: «ﺭ (ра)», «ﻱ (йа)», «ﺍ (алиф)» и «ﻝ (лям)». Он использовался уже в Персии на клавишах пишущих машинок, затем был включён в иранскую раскладку клавиатуры стандарта ISIRI 2901: позиция «Shift+4», то есть на месте символа доллара ($). Символ вводится одной клавишей и полностью воспроизводит слово «риал» (араб. ‎и перс. ریال‎), занимая пространство всего одной буквы. Это удобно при наборе финансовых текстов, для банковских и бухгалтерских записей.

## Использование символа ﷼ для обозначения названий денежных единиц
Арабское и персидское слово ريال, которое читается в разных странах как риал, реал, риял или риель является названием нескольких современных валют арабоязычных государств (см. таблицу). Слово ريال — также арабское наименование таких современных денежных единиц, как бразильский реал (араб. ريال برازيلي‎) и камбоджийский риель (араб. ريال كمبودي‎).
Список существующих денежных единиц с названием «риал»
| Денежная единица (на англ. и/или на языке страны эмитента) | Государство (территория) | Период обращения | Варианты краткого представления | Варианты краткого представления | Варианты краткого представления | Пример использования |
| Денежная единица (на англ. и/или на языке страны эмитента) | Государство (территория) | Период обращения | коды ISO 4217                   | латиница                        | арабица                         | Пример использования |
| ---------------------------------------------------------- | ------------------------ | ---------------- | ------------------------------- | ------------------------------- | ------------------------------- | -------------------- |
| Иранский риал (англ. Iranian rial; перс. ریال ایران‎)       | Иран                     | 1932 — н.в.      | IRR (364)                       | IR                              | .ر.ا                            |                      |
| Йеменский риал (англ. Yemeni rial; араб. ريال يمني‎)        | Йемен                    | 1993 — н.в.      | YER (886)                       | YR                              | .ر.ي                            |                      |
| Катарский риал (англ. Qatari riyal; араб. ريال قطري‎)       | Катар                    | 1973 — н.в.      | QAR (634)                       | QR                              | .ر.ق                            |                      |
| Оманский риал (англ. Omani rial; араб. ريال عماني‎)         | Оман                     | 1974 — н.в.      | OMR (512)                       | RO                              | .ر.ع                            |                      |
| Саудовский риял (англ. Saudi riyal; араб. ريال سعودي‎)      | Саудовская Аравия        | 1928 — н.в.      | SAR (682)                       | SR                              | .ر.س                            |                      |